# Ярлыково (Калужская область)
Ярлыково — деревня в Дзержинском районе Калужской области России. Входит в состав сельского поселения «Село Совхоз Чкаловский».

## География
Располагается на левобережье реки Угра. На восток от деревни проходит граница национального парка «Угра» и находятся Залидовские луга. Севернее деревни на речке Буйная устроен пруд. Ещё один пруд расположен в месте слияния речек Буйная и Песочная у юго-восточного края деревни, между Ярлыково и соседними Горбёнками. Буйная протекает вдоль северо-восточного края деревни, Песочная — вдоль южного.

## Население
| 2002 | 2010 |
| ---- | ---- |
| 6    | ↘0   |

## История
В 1866 году помещиками М.В. и Н.В. Воронцами в деревне была построена каменная церковь. Освящена в честь Иоанна Богослова. Колокольня могла быть пристроена позже, в остальном церковь сохранилась до начала XXI века без пристроек и переделок. Церковь трапезного типа с одной главой и одной апсидой. Основной объём здания занимает кубический двухсветный четверик, с востока его дополняет алтарная часть, с запада — трапезная, за которой идёт колокольня с шатровой крышей.
На начало XXI века здание было заброшено, из внутреннего убранства сохранялись остатки настенной масляной росписи и фрагменты пола из метлахской плитки. В 2012 году было начато восстановление храма.
К церкви от бывшей усадьбы Шапошникова в соседней деревне Горбёнки ведёт сохранившаяся липовая аллея.